# Symphurus civitatium
Symphurus civitatium är en fiskart som beskrevs av Ginsburg, 1951. Symphurus civitatium ingår i släktet Symphurus och familjen Cynoglossidae. Inga underarter finns listade i Catalogue of Life.